# Coulanges (Allier)
Coulanges – miejscowość i gmina we Francji, w regionie Owernia-Rodan-Alpy, w departamencie Allier.

## Demografia
Według danych na rok 1990 gminę zamieszkiwało 339 osób, a gęstość zaludnienia wynosiła 14 osób/km². W styczniu 2015 r. Coulanges zamieszkiwały 323 osoby, przy gęstości zaludnienia wynoszącej 13,3 osób/km².